# Israelieni
Israelienii (în ebraică : ישראלים, Iisra'elim; și în arabă: الإسرائيليون, al-isrāʾīliyyūn ) sunt cetățeni ai statului Israel, indiferent de apartenența lor religioasă sau etnică . Majoritatea israelienilor sunt evrei (75%), urmați de arabi (20%) și alte minorități (5%).  Peste un milion de israelieni trăiesc în țări străine, mai ales în Statele Unite . Israelienii sunt un popor multicultural, format din cetățeni din întreaga lume .
Cel mai mare grup etnic este așkenazi, cu un număr mai mic de sefarzi și mizrahi, urmați de cetățeni arabi, în mare parte musulmani arabi, cu un număr mai mic de creștini israelieni (în mare parte creștini arabi), precum și de druzi și alte minorități. Drept urmare, unii israelieni nu își iau naționalitatea ca grup etnic, ci se identifică atât cu naționalitatea, cât și cu originile lor ancestrale.
Datorită compoziției sale multietnice, Israelul este o națiune multiculturală, care adăpostește o mare varietate de tradiții și valori. Aliya (imigrația) pe scară largă la începutul secolul XIX până la secolul XX dintre comunitățile diasporei din Europa și Yemen și Aliya cea mai recentă la scară largă este din Africa de Nord, Asia de Vest, America de Nord, fosta Uniune Sovietică și Etiopia, au introdus multe elemente culturale noi și au avut un impact larg. Mixtul cultural rezultat poate fi descris ca un «creuzet de rasă».
Israelienii și oamenii de origine israeliană pot fi găsiți la nivel internațional, cum ar fi în Statele Unite, Canada, Regatul Unit și în toată Europa . Se estimează că nu mai puțin de 750.000 de israelieni - aproximativ 10% din populația generală a Israelului - trăiesc în străinătate, mai ales în Statele Unite, Franța și Canada.

## Grupuri etnice

### Evrei
| Țara de origine         | Nascuți afară | Nascuți în Israel | Total     | %      |
| ----------------------- | ------------- | ----------------- | --------- | ------ |
| Total                   | 1.610.900     | 4.124.400         | 5.753.300 | 100.0% |
| Asia                    | 201.000       | 494.200           | 695.200   | 12.0%  |
| Turcia                  | 25.700        | 52.500            | 78.100    | 1.4%   |
| Irak                    | 62.600        | 173.300           | 235.800   | 4.1%   |
| Yemen                   | 28.400        | 111.100           | 139.500   | 2.4%   |
| Iran/Afganistan         | 49.300        | 92.300            | 141.600   | 2.5%   |
| India/Pakistan          | 17.600        | 29.000            | 46.600    | 0.8%   |
| Siria/Liban             | 10.700        | 25.000            | 35.700    | 0.6%   |
| Alte                    | 6.700         | 11.300            | 18.000    | 0.3%   |
| Africa                  | 315.800       | 572.100           | 887.900   | 15.4%  |
| Maroc                   | 153.600       | 339.600           | 493.200   | 8.6%   |
| Algeria/Tunisia         | 43.200        | 91.700            | 134.900   | 2.3%   |
| Libia                   | 15.800        | 53.500            | 69.400    | 1.2%   |
| Egipt                   | 18.500        | 39.000            | 57.500    | 1.0%   |
| Etiopia                 | 81.600        | 38.600            | 110.100   | 1.9%   |
| Alte                    | 13.100        | 9.700             | 22.800    | 0.4%   |
| Europa/America/Oceania  | 1.094.100     | 829.700           | 1.923.800 | 33.4%  |
| Uniunea Sovietică       | 651.400       | 241.000           | 892.400   | 15.5%  |
| Polonia                 | 51.300        | 151.000           | 202.300   | 3.5%   |
| România                 | 88.600        | 125.900           | 214.400   | 3.7%   |
| Bulgaria/Grecia         | 16.400        | 32.600            | 49.000    | 0.9%   |
| Germania/Austria        | 24.500        | 50.600            | 75.200    | 1.3%   |
| Cehia/Slovacia/Ungaria  | 20.000        | 45.000            | 64.900    | 1.1%   |
| Franța                  | 41.100        | 26.900            | 68.000    | 1.2%   |
| Marea Britanie          | 21.000        | 19.900            | 40.800    | 0.7%   |
| Altele din Europa       | 27.000        | 29.900            | 56.900    | 1.0%   |
| America de Nord/Oceania | 90.500        | 63.900            | 154.400   | 2.7%   |
| Argentina               | 35.500        | 26.100            | 61.600    | 1.1%   |
| America Latină          | 26.900        | 17.000            | 43.900    | 0.8%   |
| Israel                  | —             | 2.246.300         | 2.246.300 | 39.0%  |